# Посольство России в Дании
Посольство России в Дании — официальное дипломатическое представительство Российской Федерации в Королевстве Дания, расположенное в столице государства — Копенгагене.

## История дипломатических отношений между государствами
Первые дипломатические отношения между Россией и Данией относятся к концу XV века. В 1493 году в Москву ко двору великого князя Ивана III прибыл посланник датского короля Иван Магистр. После переговоров было условлено, что в Данию обратно с ним отправится первое русское посольство в составе Дмитрия Ларева Палеолога и Дмитрия Зайцева. По прибытии российского посольства 8 ноября 1493 года в Копенгагене был подписан первый русско-датский союзный договор «О любви и братстве».
В течение XVI—XVII веков дипломатические отношения между Россией и Данией носили в значительной степени случайный и нерегулярный характер. Первый постоянный российский посол в Копенгаген Андрей Петрович Измайлов был назначен царским указом от 26 августа 1700 года.
Российско-датские связи укрепились в XIX веке в результате династических браков между царствующими домами Романовых и Ольденбургов. В ноябре 1866 года в Петербурге состоялась свадьба наследника российского престола великого князя Александра, ставшего в последующем Императором Александром III и дочери датского короля Кристиана IX принцессы Дагмар, наречённой при принятии ею православия Марией Фёдоровной. Их старший сын Николай II — последний российский император.
После Октябрьской революции 1917 года в двусторонних отношениях наступила пауза, которая была преодолена в 1923 году заключением вначале предварительного соглашения об установлении дипломатических отношений между СССР и Данией, а 18 июня 1924 года дипломатические отношения между двумя странами были восстановлены в полном объёме.
Во время Второй мировой войны Дания была оккупирована фашистской Германией и в июне 1941 года после нападения Германии на СССР дипломатические отношения были разорваны. Восстановление дипломатических отношений произошло 16 мая 1945 года на уровне дипломатических миссий. В августе 1955 года была достигнута договорённость о преобразовании миссий в посольства.
23 декабря 1991 года Дания совместно с другими странами Европейского Союза выступила с заявлением о признании России в качестве суверенного государства-правопреемника СССР и дипломатические отношения, установленные между СССР и Данией, были продолжены с Российской Федерацией.

## Здание посольства Российской Федерации в Копенгагене

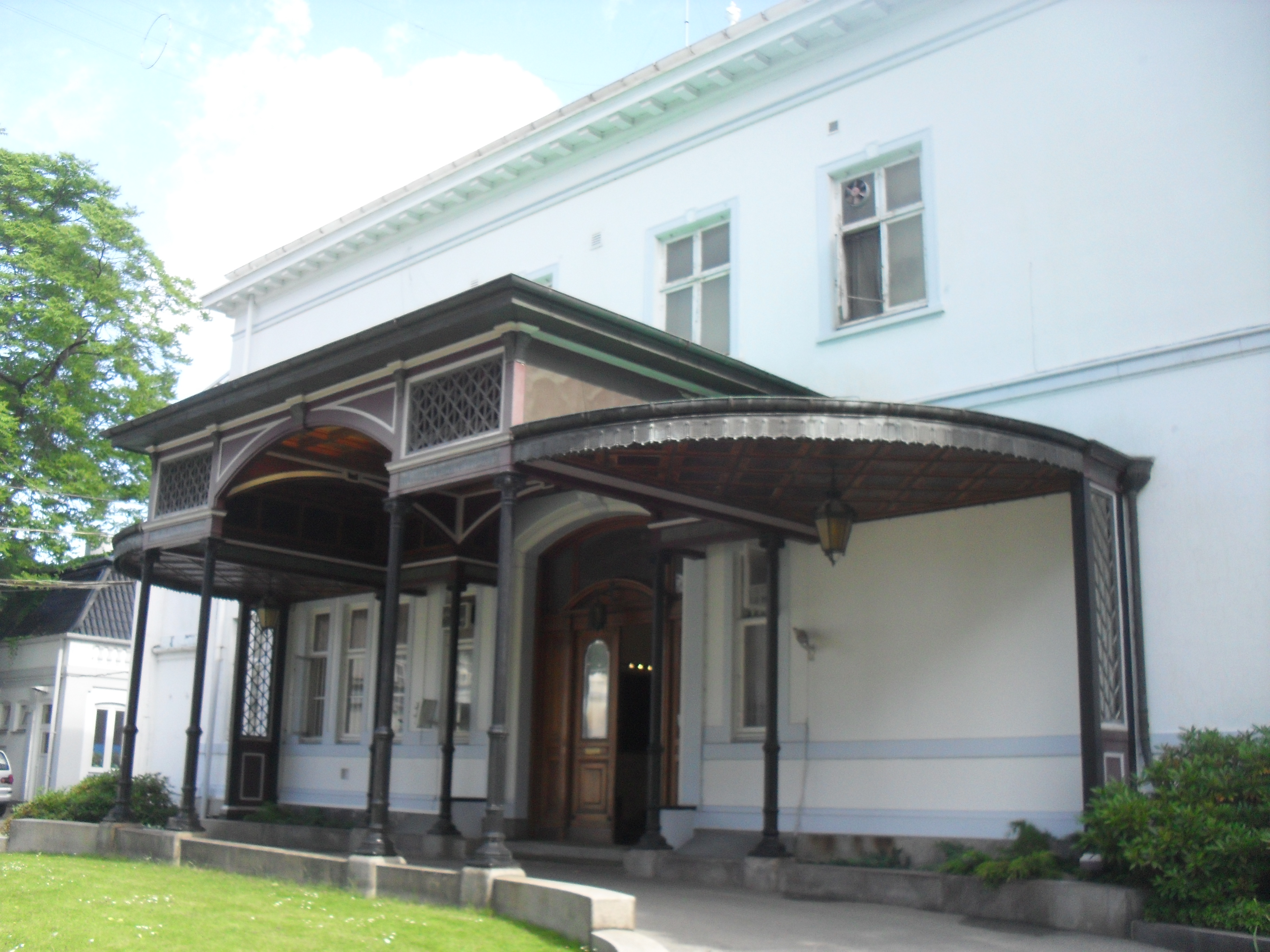
Вход в здание российского посольства в Копенгагене

Здание, в котором расположено посольство России в Дании на улице Кристианиагаде 5, было построено крупным датским предпринимателем и основателем первой в стране фабрики по производству маргарина Отто Мёнстедом датским архитектором Вильгельмом Далерупом, последователем стиля итальянского Ренессанса в архитектуре. Он участвовал в проектировании таких известных зданий как Королевский Театр, Отель «Англетер», Государственный музей искусств Копенгагена.
После смерти «маргаринового короля» его вдова продала особняк в 1934 году за 265 000 крон графине Муссе Шеел — последней частной владелице дома. Графиня была известна как эксцентричная женщина, актриса кино, владелица киностудии, страстная путешественница, любительница животных. Современники вспоминали, что на дворе своего «дворца» она держала курятник и даже сама продавала яйца соседям по округе. А в холле здания у лестницы на второй этаж она поместила два чучела медведей.
По иронии судьбы Муссе Шеел родилась в замке Видёре под Клампенборгом, который, был приобретён российской императрицей Марией Фёдоровной и её сестрой королевой Англии Александрой в 1915 году как резиденция для отдыха во время визитов в Данию. Этот дом стал последним пристанищем российской императрицы после её окончательного возвращения на родину в 1919 году. После смерти Марии Фёдоровны в 1928 году вилла была выкуплена прежней владелицей.
Во времена фашистской оккупации Дании в годы Второй мировой войны в особняке размещалась штаб-квартира организации «Северное общество», занимавшейся развитием культурного сотрудничества между Германией и странами Северной Европы.
После окончания Второй мировой войны в 1950 году был заключён договор об аренде особняка Советским Союзом за 20 000 крон в год. Позднее, в 1982 году это здание, а также прилегающие к нему земельный участок по ул. Кристианиагаде, 3, где в настоящее время расположен консульский отдел посольства и здание по ул. Бергенсгаде, 11, где расположена сейчас посольская школа, были переданы Советскому Союзу в бесплатное пользование для нужд Посольства СССР сроком на 70 лет (до 31 декабря 2051 года). На взаимной основе в Москве было передано здание и участок земли для посольства Дании в Москве.